# ポンテストゥーラ
ポンテストゥーラ（伊: Pontestura）は、イタリア共和国ピエモンテ州アレッサンドリア県にある、人口約1,400人の基礎自治体（コムーネ）。

## 地理

### 位置・広がり
| 隣接するコムーネは以下の通り。 - カミーノ - カザーレ・モンフェッラート - チェレゼート - コニオーロ - モラーノ・スル・ポー - オッツァーノ・モンフェッラート - セッラルンガ・ディ・クレーア - ソロンゲッロ |

### 地震分類
イタリアの地震リスク階級 (it) では、4 に分類される
。

## 行政

### 分離集落
ポンテストゥーラには、以下の分離集落（フラツィオーネ）がある。
- Cascine Lunghe, Castagnone, Quarti, Rocchetta, Vialarda (parte)